# 榎本達也
榎本達也（1979年3月16日—），前日本職業足球員，日本20歲以下足球代表隊成員。

## 俱乐部生涯
1997年，榎本達也在橫濱水手开始足球生涯。2007年转会至神戶勝利船，2011年转会至德島漩渦，2013年转会至栃木SC，2015年转会至FC東京。2016年，引退。

## 日本國家足球隊
榎本達也参加了1999年世界青年錦標賽。

## 外部連結
- （日語）J.League Data Site （页面存档备份，存于）